# Gary Schuster

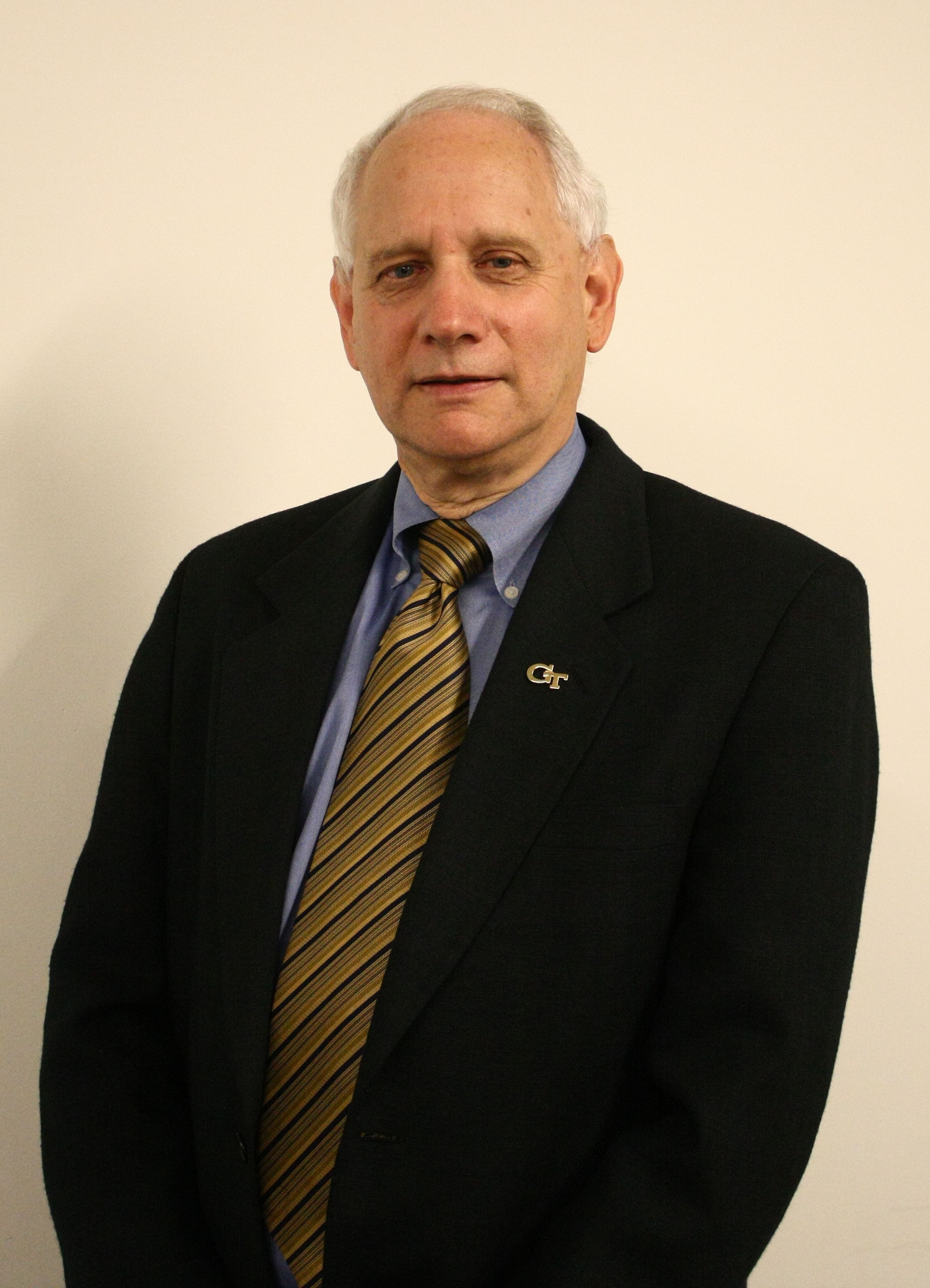
Gary Schuster 2010

Gary Benjamin Schuster (* 6. August 1946 in New York City)   ist ein US-amerikanischer Chemiker. Er ist Professor für Chemie und Biochemie am Georgia Institute of Technology, dessen Präsident er zeitweise war.
Schuster studierte Chemie am Clarkson College of Technology mit dem Bachelor-Abschluss 1968 und wurde 1971 an der University of Rochester promoviert. Als Post-Doktorand war er in der Strahlungschemie bei der US-Armee und an der Columbia University. Er war zwanzig Jahre lang ab 1975 Professor an der University of Illinois at Urbana-Champaign, wo er 1989  bis 1994 der Chemie Fakultät vorstand, und seit 1994 am Georgia Institute of Technology, wo er Dekan war, 2006 Provost und 2008–2009 Interims-Präsident. Er ist dort Vasser Woolley Professor.
Er forscht über oxidative Schäden an DNA, wobei er fand, dass der Schaden nicht unbedingt an der ursprünglichen Oxidationsstelle eintritt, sondern über Kationen-Radikale große Strecken (hunderte Angstrom) entlang der DNA wandern kann. Außerdem befasst er sich mit der Möglichkeit mit DNA Nano-Leiter herzustellen.
Er ist Fellow der American Association for the Advancement of Science.  2009 gehörte er zu den Thomson Reuters Citation Laureates. 1994 war er Arthur C. Cope Scholar und 2006 erhielt er die Charles Holmes Herty Medal. 1977 war er Sloan Research Fellow und 1985 Guggenheim Fellow.

## Schriften
- Long-Range Charge Transfer in DNA:  Transient Structural Distortions Control the Distance Dependence, Accounts of Chemical Research 33, 2000, 253–260
- mit W. Chen, G. Güler, E. Kuruvilla, H.-C. Chiu, E. Riedo Development of Self-Organizing, Self-Directing Molecular Nanowires: Synthesis and Characterization of Conjoined DNA-2,5-Bis(2-thienyl)pyrrole Oligomers Macromolecules, 43, 2010, 4032–4040.
- mit J. Joseph One-electron oxidation of DNA: Reaction at thymine, Chem. Commun., 46, 2010, 1–7.
- mit S. Kavanah, J. Joseph, C. L. Clevland, R. N. Barnett, U. Landman Oxidation of DNA: Damage to Nucleobases, Acc. Chem. Res., 43,  2010, 280–287.
- mit S. Kavanah One-electron oxidation of DNA: thymine versus guanine reactivity, Org. Biomol. Chem. 8, 2010, 1340–1343.